# Jeff Sluman
Jeffrey George Sluman (nascido em 11 de setembro de 1957) é um jogador norte-americano de golfe profissional, que disputa o PGA Tour.

## Campeonatos Majors

### Títulos (1)
| Ano  | Campeonato        | 54 buracos           | Placar                | Margem    | Vice-campeão |
| ---- | ----------------- | -------------------- | --------------------- | --------- | ------------ |
| 1988 | Campeonato da PGA | Déficit de 3 tacadas | −12 (69-70-68-65=272) | 3 tacadas | Paul Azinger |